# Aphodobius transvaalicus
Aphodobius transvaalicus är en skalbaggsart som beskrevs av Rudolph Petrovitz 1964. Aphodobius transvaalicus ingår i släktet Aphodobius och familjen Aphodiidae. Inga underarter finns listade i Catalogue of Life.